# Centro de Innovación Científica Amazónica
Le Centro de Innovación Científica Amazónica ou Cincia (Centre de l'innovation scientifique de l'Amazonie) est un centre de recherches péruvien spécialisé dans les sciences environnementales et le développement de l'innovation technologique pour la conservation biologique et la restauration écologique de l'Amazonie au Pérou. Il a été créé en 2016 à Puerto Maldonado sous l'impulsion de Luis Fernandez, écologue américain ayant travaillé à la Carnegie Institution et à l’université Stanford, avec l’aide financière de la WWF et de l'Agence des États-Unis pour le développement international. L'initiative est née du constat de la forte pollution au mercure dans le département de Madre de Dios, affectant aussi bien l'écosystème que la santé des habitants et causée par l’orpaillage clandestin, l'une des causes principales de la déforestation dans le pays. Comptant 24 permanents en 2020, il se focalise sur la détection du mercure, le suivi du déboisement, le programme de reforestation et la sensibilisation de la population. Le Centre a apporté son expertise pour le reboisement de la zone tampon de la réserve nationale Tambopata. Il a élaboré une méthode de restauration des sols appauvris et de reforestation adapté aux types de dégradation et aux essences souhaitées.